# Phạt Tống lộ bố văn
Phạt Tống lộ bố văn (chữ Hán: 伐宋露布文 Bài tuyên bố về việc đánh Tống) là bài hịch văn do Lý Thường Kiệt, tướng nhà Lý trong lịch sử Việt Nam, viết và cho yết bảng ở khắp nơi trên đất Tống mà quân lính đi qua trong Chiến dịch đánh Tống, 1075-1076.

## Hoàn cảnh ra đời và nội dung
Nhà Tống dưới thời Tống Thần Tông bị sự uy hiếp của các nước Liêu và Hạ phương Bắc phải cống nộp nhiều của cải và bị cắt nhiều phần lãnh thổ. Tể tướng Vương An Thạch chủ trương khuếch trương về phương Nam và lấy khí thế để mở rộng cương vực cho Trung Nguyên về phương Bắc (đánh Liêu và Hạ). Vua Tống liền phái Thẩm Khởi làm Quảng Tây Kinh lược sứ năm 1073 lo việc xuất quân.
Phía nhà Lý, năm 1072 vua Lý Thánh Tông qua đời, Thái tử Càn Đức lúc này mới 7 tuổi lên thay, tức là vua Lý Nhân Tông. Thái phi Ỷ Lan và Lý Thường Kiệt làm phụ chính.
Đại Việt xét đánh trước có lợi hơn và tính rằng quân Tống có vào Đại Việt tất phải qua Ung Châu theo đường bộ và qua các cửa biển Khâm Châu và Liêm Châu theo đường thủy nên Lý Thường Kiệt chủ trương ra tay trước, quyết tâm phá trước các cứ điểm này của người Tống. Từ năm 1073, Lý Thường Kiệt đã tập trung nhiều quân ở biên giới.
Cuối năm 1075, Lý Thường Kiệt mang khoảng 10 vạn quân vào đất Tống. Để có danh chính ngôn thuận trong việc dùng binh bắc phạt, Lý Thường Kiệt soạn bài Phạt Tống lộ bố văn (Bài tuyên bố về việc đánh Tống), công bố cho dân Trung Quốc trong những vùng quân Lý đi qua được biết. Bài hịch trước hết giải thích cho mọi người dân Trung Hoa vùng biên giới thấy rõ tội ác của triều đình nhà Tống. Dựa theo sách Tục Tư Trị Thông Giám Trường Biên soạn thời Nam Tống thì nội dung bài hịch như sau:
-Những dân Giao Chỉ phản loạn, chạy trốn vào Trung Quốc, các quan ở đây lại dung nạp và giấu diếm. Ta đã sai sứ sang tố giác việc ấy, quan quản Quế Châu (Lưu Di) lại không trả lời. Ta lại sai sứ vượt biển sang Quảng Châu, quan coi Quảng Châu cũng không phúc đáp. Vì vậy ta phải đưa quân đến để truy bắt những phản loạn ấy.
-Lại có việc quan coi Quế Châu điểm binh ở các động và đã tuyên bố muốn thảo phạt Giao Chỉ
-Ở Trung Quốc dùng phép thanh miêu, trợ dịch làm dân chúng khốn khổ, nên ta mang quân đến cứu

## Ý nghĩa
Một mặt, Lý Thường Kiệt kể tội các quan nhà Tống mưu xâm chiếm Giao Chỉ nên nhà Lý phải mang quân đánh. Mặt khác, ông lợi dụng mâu thuẫn giữa hai phe bảo thủ (Tư Mã Quang đứng đầu) và cách tân (Vương An Thạch đứng đầu) trong triều đình nhà Tống nhằm chia rẽ địch; ông bài xích những chính sách "thanh miêu", "trợ dịch" của nhà Tống để kích động sự oán hận của dân Tống.
Dân Tống thấy lời tuyên cáo đều vui mừng đồng tình, mang rượu thịt ra khao quân Lý. Từ đó mỗi khi dân Tống thấy cờ hiệu Lý Thường Kiệt từ xa đều nói đó là quân của cha họ Lý người nước Nam và cùng nhau bày án bái phục trên đường. Do đó uy danh quân Lý lan rất xa.
Lý Thường Kiệt mang đại quân đến vây đánh cuối cùng hạ được Ung châu như dự định ông đặt ra ban đầu. Phá thành xong, triệt hạ cơ sở quân sự chuẩn bị nam xâm của nhà Tống, Lý Thường Kiệt rút quân về Đại Việt.